# Motorrad-Weltmeisterschaft 1989
Die Motorrad-WM-Saison 1989 war die 41. in der Geschichte der FIM-Motorrad-Straßenweltmeisterschaft.
In den Klassen bis 500 cm³ und bis 250 cm³ wurden 15, in der Klasse bis 125 cm³ zwölf, in der Klasse bis 80 cm³ sechs und bei den Gespannen neun Rennen ausgetragen.

## Punkteverteilung
| Punktewertung | Punktewertung | Punktewertung | Punktewertung | Punktewertung | Punktewertung | Punktewertung | Punktewertung | Punktewertung | Punktewertung | Punktewertung | Punktewertung | Punktewertung | Punktewertung | Punktewertung | Punktewertung |
| ------------- | ------------- | ------------- | ------------- | ------------- | ------------- | ------------- | ------------- | ------------- | ------------- | ------------- | ------------- | ------------- | ------------- | ------------- | ------------- |
| Platz         | 1             | 2             | 3             | 4             | 5             | 6             | 7             | 8             | 9             | 10            | 11            | 12            | 13            | 14            | 15            |
| Punkte        | 20            | 17            | 15            | 13            | 11            | 10            | 9             | 8             | 7             | 6             | 5             | 4             | 3             | 2             | 1             |

In die Wertung kamen alle erzielten Resultate.

## 500-cm³-Klasse

### Teams und Fahrer
| Team                           | Hersteller      | Motorrad                 | Nr.      | Fahrer              | Läufe             |
| ------------------------------ | --------------- | ------------------------ | -------- | ------------------- | ----------------- |
| Team Rothmans / Kanemoto-Honda | Honda           | Honda NSR 500            | 1        | Eddie Lawson        | 1–4, 6–15         |
| Rothmans Honda / HRC           | Honda           | Honda NSR 500            | 2        | Wayne Gardner       | 1–3, 9–13, 15     |
| Rothmans Honda / HRC           | Honda           | Honda NSR 500            | 17       | Roger Burnett       | 12                |
| Rothmans Honda / HRC           | Honda           | Honda NSR 500            | 27       | Mick Doohan         | 1–11, 15          |
| Team Lucky Strike Roberts      | Yamaha          | Yamaha YZR500            | 3        | Wayne Rainey        | 1–4, 6–15         |
| Team Lucky Strike Roberts      | Yamaha          | Yamaha YZR500            | 5        | Kevin Magee         | 1–3, 6–15         |
| Team Roberts                   | Yamaha          | Yamaha YZR500            | 49       | John Kocinski       | 10                |
| Team Gauloises Blondes Mobil 1 | Yamaha          | Yamaha YZR500            | 4        | Christian Sarron    | 1–4, 6–15         |
| Marlboro Yamaha Team Agostini  | Yamaha          | Yamaha YZR500            | 6        | Niall Mackenzie     | 1–4, 6, 8–15      |
| Marlboro Yamaha Team Agostini  | Yamaha          | Yamaha YZR500            | 19       | Freddie Spencer     | 1–4, 6–11         |
| Marlboro Yamaha Team Agostini  | Yamaha          | Yamaha YZR500            | 53       | Luca Cadalora       | 12                |
| Marlboro Yamaha Team Agostini  | Yamaha          | Yamaha YZR500            | 25       | Alberto Rota        | 14                |
| Team Elf Honda / ROC           | Honda           | Honda NSR 500            | 7        | Dominique Sarron    | 1–4, 6–8, 12, 15  |
| Team Elf Honda / ROC           | Honda           | Honda NSR 500            | 55 56    | Adrien Morillas     | 11, 13–15         |
| Team Pepsi Suzuki              | Suzuki          | Suzuki RGV 500           | 8        | Ron Haslam          | 1–4, 6–9, 12–15   |
| Team Pepsi Suzuki              | Suzuki          | Suzuki RGV 500           | 34       | Kevin Schwantz      | alle              |
| HB Honda Gallina Team          | Honda           | Honda NSR 500            | 9        | Pierfrancesco Chili | alle              |
| HB Honda Gallina Team          | Honda           | Honda NSR 500            | 33 84    | Fred Merkel         | 5, 11–12          |
| Cabin Racing Team              | Honda           | Honda NSR 500            | 10       | Rob McElnea         | 6–15              |
| Cabin Racing Team              | Honda           | Honda NSR 500            | 25       | Bubba Shobert       | 1–3               |
| Cagiva Corse                   | Cagiva          | Cagiva C589              | 12       | Randy Mamola        | 1–4, 6–11, 14–15  |
| Cagiva Corse                   | Cagiva          | Cagiva C589              | 29       | Massimo Broccoli    | 4–6               |
| Cagiva Corse                   | Cagiva          | Cagiva C589              | 29       | Raymond Roche       | 11                |
| HRK Motors                     | Honda           | Honda RS 500             | 14       | Michael Rudroff     | 2–9, 14           |
| HRK Motors                     | Honda           | Honda RS 500             | 54 56    | Cees Doorakkers     | 9–12, 14          |
| Team Iberna                    | Yamaha          | Yamaha YZR500            | 15       | Alessandro Valesi   | alle              |
| Team Greco – Paton             | Paton           | Paton V115 500           | 16       | Marco Papa          | 4–5, 8–12, 14     |
| Tech–21 / Team Yamaha          | Yamaha          | Yamaha YZR500            | 21       | Tadahiko Taira      | 1–4, 13–14        |
| Yamaha [Tech–21]               | Yamaha          | Yamaha YZR500            | 26       | Norihiko Fujiwara   | 1                 |
| Yamaha [Tech–21]               | Yamaha          | Yamaha YZR500            | 26       | Norihiko Fujiwara   | 5–6               |
| Römer Racing Switzerland       | Honda           | Honda RS 500             | 24       | Bruno Kneubühler    | 3–4, 6–14         |
| Marlboro Fior Team             | Fior            | Fior C89                 | 32       | Marco Gentile       | 1–12              |
| Racing Team Katayama           | Honda           | Honda RS 500             | 35 46 36 | Simon Buckmaster    | alle              |
| Racing Team Katayama           | Honda           | Honda RS 500             | 44       | Ian Pratt           | 4, 12             |
| Racing Team Katayama           | Honda           | Honda RS 500             | 54       | Fabio Biliotti      | 11–14             |
| unbekannt                      | Honda           | Honda RS 500             | 35       | Sepp Doppler        | 4–7, 9–10, 12, 14 |
| Racing Team Librenti Corse     | Librenti Suzuki | unbekannt Suzuki RGV 500 | 36 37    | Andy Leuthe         | 4–5, 8–9, 11–14   |
| unbekannt                      | Honda           | Honda RS 500             | 40 33    | Fernando González   | 1–8, 10–12, 14–15 |
| Club Moto Cross Pozuelo        | Honda           | Honda RS 500             | 41 30    | Juan López Mella    | 4–7, 9, 11–15     |
| unbekannt                      | Honda           | Honda RS 500             | 56 38    | Niggi Schmassmann   | 2–15              |
| Marlboro                       | Yamaha          | Yamaha YZR500            | ?        | Michael Dowson      | 2                 |
| HRC                            | Honda           | Honda NSR 500            | ?        | Shunji Yatsushiro   | 1                 |
| Quelle:                        |                 |                          |          |                     |                   |

| Legende         |
| --------------- |
| Stammfahrer     |
| Wildcard-Fahrer |
| Ersatzfahrer    |

### Rennergebnisse
|    | Datum  | Rennen                  | Strecke           | Platz 1             | Platz 2          | Platz 3          | Pole-Position  | Schn. Rennrunde     |
| -- | ------ | ----------------------- | ----------------- | ------------------- | ---------------- | ---------------- | -------------- | ------------------- |
| 1  | 26.03. | GP von Japan            | Suzuka            | Kevin Schwantz      | Wayne Rainey     | Eddie Lawson     | Tadahiko Taira | Kevin Schwantz      |
| 2  | 09.04. | GP von Australien       | Phillip Island    | Wayne Gardner       | Wayne Rainey     | Christian Sarron | Kevin Schwantz | Pierfrancesco Chili |
| 3  | 16.04. | GP der USA              | Laguna Seca       | Wayne Rainey        | Kevin Schwantz   | Eddie Lawson     | Wayne Rainey   | Wayne Gardner       |
| 4  | 30.04. | GP von Spanien          | Jerez             | Eddie Lawson        | Wayne Rainey     | Niall Mackenzie  | Wayne Rainey   | Kevin Schwantz      |
| 5  | 14.05. | GP der Nationen         | Misano            | Pierfrancesco Chili | Simon Buckmaster | Michael Rudroff  | Kevin Schwantz | Eddie Lawson        |
| 6  | 28.05. | GP von Deutschland      | Hockenheim        | Wayne Rainey        | Eddie Lawson     | Mick Doohan      | Kevin Schwantz | Kevin Schwantz      |
| 7  | 04.06. | GP von Österreich       | Salzburgring      | Kevin Schwantz      | Eddie Lawson     | Wayne Rainey     | Kevin Schwantz | Kevin Schwantz      |
| 8  | 11.06. | GP von Jugoslawien      | Rijeka            | Kevin Schwantz      | Wayne Rainey     | Eddie Lawson     | Kevin Schwantz | Wayne Rainey        |
| 9  | 24.06. | 59. Dutch TT            | Assen             | Wayne Rainey        | Eddie Lawson     | Christian Sarron | Kevin Schwantz | Kevin Schwantz      |
| 10 | 02.07. | GP von Belgien          | Spa-Francorchamps | Eddie Lawson        | Kevin Schwantz   | Wayne Rainey     | Kevin Schwantz | Kevin Schwantz      |
| 11 | 16.07. | GP von Frankreich       | Le Mans           | Eddie Lawson        | Kevin Schwantz   | Wayne Rainey     | Eddie Lawson   | Kevin Schwantz      |
| 12 | 06.08. | GP von Großbritannien   | Donington         | Kevin Schwantz      | Eddie Lawson     | Wayne Rainey     | Kevin Schwantz | Eddie Lawson        |
| 13 | 13.08. | GP von Schweden         | Anderstorp        | Eddie Lawson        | Christian Sarron | Wayne Gardner    | Wayne Rainey   | Christian Sarron    |
| 14 | 27.08. | GP der Tschechoslowakei | Brünn             | Kevin Schwantz      | Eddie Lawson     | Wayne Rainey     | Kevin Schwantz | Kevin Schwantz      |
| 15 | 17.09. | GP von Brasilien        | Goiânia           | Kevin Schwantz      | Eddie Lawson     | Wayne Rainey     | Wayne Rainey   | Eddie Lawson        |

### Fahrerwertung
| 1  | Eddie Lawson        | Honda  | 228   |
| 2  | Wayne Rainey        | Yamaha | 210,5 |
| 3  | Christian Sarron    | Yamaha | 165,5 |
| 4  | Kevin Schwantz      | Suzuki | 162,5 |
| 5  | Kevin Magee         | Yamaha | 138,5 |
| 6  | Pierfrancesco Chili | Honda  | 122   |
| 7  | Niall Mackenzie     | Suzuki | 103   |
| 8  | Ron Haslam          | Suzuki | 86    |
| 9  | Mick Doohan         | Honda  | 81    |
| 10 | Wayne Gardner       | Honda  | 67    |
| 11 | Rob McElnea         | Honda  | 52,5  |
| 12 | Simon Buckmaster    | Honda  | 43,5  |
| 13 | Alessandro Valesi   | Yamaha | 40    |
| 14 | Tadahiko Taira      | Yamaha | 39    |
| 15 | Dominique Sarron    | Honda  | 39    |
| 16 | Freddie Spencer     | Yamaha | 33,5  |
| 17 | Marco Gentile (†)   | Fior   | 33    |
| 18 | Randy Mamola        | Cagiva | 33    |
| 19 | Jose Morillas       | Honda  | 26    |
| 20 | Michael Rudroff     | Honda  | 18    |
| 21 | Norihiko Fujiwara   | Yamaha | 17    |
| 22 | Bubba Shobert       | Honda  | 12    |
| 23 | Sepp Doppler        | Honda  | 11    |

| 24 | Alois Mayer            | Honda  | 10  |
| 25 | F. González De Nicolás | Honda  | 9   |
| 26 | Romolo Balbi           | Honda  | 8   |
|    | Luca Cadalora          | Yamaha | 8   |
| 28 | Niggi Schmassmann      | Honda  | 8   |
| 29 | Massimo Broccoli       | Cagiva | 8   |
| 30 | Michael Dowson         | Yamaha | 7   |
|    | Andy Leuthe            | Suzuki | 7   |
| 32 | Shin’ichi Itō          | Honda  | 6   |
| 33 | Fabio Biliotti         | Honda  | 6   |
| 34 | Bruno Kneubühler       | Honda  | 6   |
| 35 | John Kocinski          | Yamaha | 5,5 |
| 36 | Ernst Gschwender       | Suzuki | 5   |
|    | Fred Merkel            | Honda  | 5   |
| 38 | Thierry Crine          | Suzuki | 4   |
|    | Roger Burnett          | Honda  | 4   |
| 40 | Juan López Mella       | Honda  | 4   |
| 41 | Shunji Yatsushiro      | Honda  | 3   |
|    | Alberto Rota           | Yamaha | 3   |
| 43 | Cees Doorakkers        | Honda  | 2,5 |
| 44 | Eddie Laycock          | Honda  | 2   |
| 45 | Kunio Machii           | Yamaha | 1   |
|    | Peter Lindén           | Honda  | 1   |

### Konstrukteurswertung
Der Konstrukteurstitel wurde Honda zuerkannt.

## 250-cm³-Klasse

### Rennergebnisse
|    | Datum  | Rennen                  | Strecke           | Platz 1       | Platz 2              | Platz 3              | Pole-Position        | Schn. Rennrunde |
| -- | ------ | ----------------------- | ----------------- | ------------- | -------------------- | -------------------- | -------------------- | --------------- |
| 1  | 26.03. | GP von Japan            | Suzuka            | John Kocinski | Sito Pons            | Luca Cadalora        | John Kocinski        | John Kocinski   |
| 2  | 09.04. | GP von Australien       | Phillip Island    | Sito Pons     | Jean-Philippe Ruggia | Luca Cadalora        | Jean-Philippe Ruggia | Luca Cadalora   |
| 3  | 16.04. | GP der USA              | Laguna Seca       | John Kocinski | Jim Filice           | Luca Cadalora        | John Kocinski        | John Kocinski   |
| 4  | 30.04. | GP von Spanien          | Jerez             | Luca Cadalora | Sito Pons            | Jean-Philippe Ruggia | Luca Cadalora        | Joan Garriga    |
| 5  | 14.05. | GP der Nationen         | Misano            | Sito Pons     | Jean-Philippe Ruggia | Jacques Cornu        | Luca Cadalora        | Joan Garriga    |
| 6  | 28.05. | GP von Deutschland      | Hockenheim        | Sito Pons     | Reinhold Roth        | Masahiro Shimizu     | Helmut Bradl         | Sito Pons       |
| 7  | 04.06. | GP von Österreich       | Salzburgring      | Sito Pons     | Jacques Cornu        | Martin Wimmer        | Sito Pons            | Sito Pons       |
| 8  | 11.06. | GP von Jugoslawien      | Rijeka            | Sito Pons     | Reinhold Roth        | Jacques Cornu        | Sito Pons            | Luca Cadalora   |
| 9  | 24.06. | 59. Dutch TT            | Assen             | Reinhold Roth | Sito Pons            | Jacques Cornu        | Sito Pons            | Sito Pons       |
| 10 | 02.07. | GP von Belgien          | Spa-Francorchamps | Jacques Cornu | Sito Pons            | Carlos Cardús        | Didier de Radiguès   | Sito Pons       |
| 11 | 16.07. | GP von Frankreich       | Le Mans           | Carlos Cardús | Jacques Cornu        | Sito Pons            | Jean-Philippe Ruggia | Sito Pons       |
| 12 | 06.08. | GP von Großbritannien   | Donington         | Sito Pons     | Reinhold Roth        | Masahiro Shimizu     | Luca Cadalora        | Sito Pons       |
| 13 | 13.08. | GP von Schweden         | Anderstorp        | Sito Pons     | Reinhold Roth        | Jacques Cornu        | Carlos Cardús        | Sito Pons       |
| 14 | 27.08. | GP der Tschechoslowakei | Brünn             | Reinhold Roth | Masahiro Shimizu     | Jacques Cornu        | Reinhold Roth        | Joan Garriga    |
| 15 | 17.09. | GP von Brasilien        | Goiânia           | Luca Cadalora | Masahiro Shimizu     | Loris Reggiani       | Loris Reggiani       | Luca Cadalora   |

### Fahrerwertung
| 1  | Sito Pons            | Honda         | 262 |
| 2  | Reinhold Roth        | Honda         | 190 |
| 3  | Jacques Cornu        | Honda         | 187 |
| 4  | Carlos Cardús        | Honda         | 166 |
| 5  | Luca Cadalora        | Yamaha        | 127 |
| 6  | Masao Shimizu        | Honda         | 116 |
| 7  | Jean-Philippe Ruggia | Yamaha        | 110 |
| 8  | Joan Garriga         | Yamaha        | 98  |
| 9  | Helmut Bradl         | Honda         | 88  |
| 10 | Martin Wimmer        | Aprilia       | 62  |
| 11 | Loris Reggiani       | Honda         | 52  |
| 12 | Didier de Radiguès   | Aprilia       | 51  |
| 13 | Wilco Zeelenberg     | Honda         | 41  |
| 14 | John Kocinski        | Yamaha        | 40  |
| 15 | Toshihiko Honma      | Yamaha        | 36  |
| 16 | Jochen Schmid        | Honda         | 36  |
| 17 | Carlos Lavado        | Aprilia-Rotax | 31  |
| 18 | Alex Barros          | Yamaha        | 30  |
| 19 | Gary Cowan           | Yamaha        | 25  |
| 20 | Jim Filice           | Honda         | 22  |
| 21 | Renzo Colleoni       | Aprilia-Rotax | 21  |
| 22 | Iván Palazzese (†)   | Aprilia       | 19  |

| 23 | Alberto Puig              | Yamaha        | 18 |
| 24 | Harald Eckl               | Aprilia-Rotax | 18 |
| 25 | Marcellino Lucchi         | Aprilia       | 17 |
| 26 | Daniel Amatriaín          | Honda         | 14 |
| 27 | Alain Bronec              | Aprilia/Rotax | 10 |
| 28 | Tadayuki Okada            | Honda         | 10 |
| 29 | Toshinobu Shiomori        | Yamaha        | 9  |
| 30 | Adrien Morillas           | Yamaha        | 9  |
| 31 | Fausto Ricci              | Aprilia       | 8  |
| 32 | Alberto Rota              | Aprilia       | 6  |
| 33 | Stefano Caracchi          | Honda         | 5  |
| 34 | Andreas Preining          | Aprilia-Rotax | 5  |
|    | Patrick van den Goorbergh | Yamaha        | 5  |
| 36 | Daryl Beattie             | Honda         | 4  |
|    | Kevin Mitchell            | Yamaha        | 4  |
|    | Paolo Casoli              | Honda         | 4  |
| 39 | Maurizio Vitali           | Honda         | 2  |
|    | Luis Lavado               | Yamaha        | 2  |
| 41 | Junya Arai                | Honda         | 1  |
|    | August Auinger            | Yamaha        | 1  |
|    | Hans Becker               | Yamaha        | 1  |
|    | Manfred Herweh            | Yamaha        | 1  |

### Konstrukteurswertung
Der Konstrukteurstitel wurde Honda zuerkannt.

## 125-cm³-Klasse

### Rennergebnisse
|    | Datum  | Rennen                  | Strecke           | Platz 1        | Platz 2         | Platz 3         | Pole-Position  | Schn. Rennrunde |
| -- | ------ | ----------------------- | ----------------- | -------------- | --------------- | --------------- | -------------- | --------------- |
| 1  | 26.03. | GP von Japan            | Suzuka            | Ezio Gianola   | Hisashi Unemoto | Kohji Takada    | Ezio Gianola   | Ezio Gianola    |
| 2  | 09.04. | GP von Australien       | Phillip Island    | Àlex Crivillé  | Robin Milton    | Allan Scott     | Jorge Martínez | Jorge Martínez  |
| 3  | 30.04. | GP von Spanien          | Jerez             | Àlex Crivillé  | Jorge Martínez  | Kohji Takada    | Àlex Crivillé  | Àlex Crivillé   |
| 4  | 14.05. | GP der Nationen         | Misano            | Ezio Gianola   | Hans Spaan      | Fausto Gresini  | Hans Spaan     | Àlex Crivillé   |
| 5  | 28.05. | GP von Deutschland      | Hockenheim        | Àlex Crivillé  | Ezio Gianola    | Julián Miralles | Ezio Gianola   | Julián Miralles |
| 6  | 04.06. | GP von Österreich       | Salzburgring      | Hans Spaan     | Julián Miralles | Àlex Crivillé   | Jorge Martínez | Àlex Crivillé   |
| 7  | 24.06. | 59. Dutch TT            | Assen             | Hans Spaan     | Àlex Crivillé   | Julián Miralles | Hans Spaan     | Ezio Gianola    |
| 8  | 02.07. | GP von Belgien          | Spa-Francorchamps | Hans Spaan     | Ezio Gianola    | Hisashi Unemoto | Ezio Gianola   | Hans Spaan      |
| 9  | 16.07. | GP von Frankreich       | Le Mans           | Jorge Martínez | Àlex Crivillé   | Ezio Gianola    | Jorge Martínez | Jorge Martínez  |
| 10 | 06.08. | GP von Großbritannien   | Donington         | Hans Spaan     | Àlex Crivillé   | Ezio Gianola    | Hans Spaan     | Hans Spaan      |
| 11 | 13.08. | GP von Schweden         | Anderstorp        | Àlex Crivillé  | Hans Spaan      | Kohji Takada    | Àlex Crivillé  | Àlex Crivillé   |
| 12 | 27.08. | GP der Tschechoslowakei | Brünn             | Àlex Crivillé  | Hans Spaan      | Stefan Prein    | Àlex Crivillé  | Kohji Takada    |

### Fahrerwertung
| 1  | Àlex Crivillé      | JJ Cobas-Rotax | 166 |
| 2  | Hans Spaan         | Honda          | 152 |
| 3  | Ezio Gianola       | Honda          | 138 |
| 4  | Hisashi Unemoto    | Honda          | 104 |
| 5  | Fausto Gresini     | Aprilia        | 102 |
| 6  | Koji Takada        | Honda          | 99  |
| 7  | Stefan Prein       | Honda          | 92  |
| 8  | Julián Miralles    | Derbi          | 90  |
| 9  | Jorge Martínez     | Derbi          | 72  |
| 10 | Allan Scott        | Honda          | 54  |
| 11 | Adi Stadler        | Honda          | 53  |
| 12 | Robin Milton       | Honda          | 46  |
| 13 | Luis Miguel Reyes  | Honda          | 35  |
| 14 | Domenico Brigaglia | Garelli        | 34  |
| 15 | Dirk Raudies       | Honda          | 29  |
| 16 | Alfred Waibel      | Honda          | 25  |
| 17 | Taru Rinne         | Honda          | 23  |
| 18 | Lucio Pietroniro   | Honda          | 22  |
| 19 | Bruno Casanova     | Aprilia        | 20  |
| 20 | Doriano Romboni    | Honda          | 20  |
| 21 | Flemming Kistrup   | Honda          | 18  |
| 22 | Robin Appleyard    | Honda          | 18  |
| 23 | Thierry Feuz       | Honda          | 15  |

| 24 | Masayuki Hirose     | Honda           | 13 |
| 25 | Herri Torrontegui   | Honda           | 13 |
| 26 | Kenishi Yoshida     | Honda           | 11 |
| 27 | Jean-Claude Selini  | Honda           | 11 |
| 28 | Masato Shima        | Honda           | 10 |
| 29 | Corrado Catalano    | Gazzaniga-Rotax | 10 |
| 30 | Johnny Wickström    | Honda           | 10 |
| 31 | Yukata Fujiwara     | Honda           | 9  |
| 32 | Kazuaki Yamashita   | Honda           | 8  |
| 33 | Hubert Abold        | Honda           | 8  |
| 34 | Shin’ichi Fujiyama  | Honda           | 7  |
| 35 | Kasuya Yamada       | Honda           | 6  |
|    | Gerhard Waibel      | Honda           | 6  |
| 37 | Mike Leitner        | Honda           | 4  |
| 38 | Ian Saunders        | Honda           | 3  |
|    | Gabriele Debbia     | Aprilia         | 3  |
|    | Jean-Pierre Jeandat | Honda           | 3  |
|    | Stuart Edwards      | Honda           | 3  |
| 42 | Josef Fischer       | Honda           | 2  |
|    | Bady Hassaine       | Honda           | 2  |
|    | Alex Bedford        | EMC-Rotax       | 2  |
| 45 | Hervé Duffard       | Honda           | 1  |
|    | Heinz Lüthi         | Honda           | 1  |

### Konstrukteurswertung
Der Konstrukteurstitel wurde Honda zuerkannt.

## 80-cm³-Klasse

### Rennergebnisse
|   | Datum  | Rennen                  | Strecke    | Platz 1           | Platz 2           | Platz 3           | Pole-Position     | Schn. Rennrunde   |
| - | ------ | ----------------------- | ---------- | ----------------- | ----------------- | ----------------- | ----------------- | ----------------- |
| 1 | 30.04. | GP von Spanien          | Jerez      | Herri Torrontegui | Stefan Dörflinger | Peter Öttl        | Stefan Dörflinger | Stefan Dörflinger |
| 2 | 14.05. | GP der Nationen         | Misano     | Jorge Martínez    | Gabriele Gnani    | Herri Torrontegui | Stefan Dörflinger | Peter Öttl        |
| 3 | 28.05. | GP von Deutschland      | Hockenheim | Peter Öttl        | Manuel Herreros   | Herri Torrontegui | Stefan Dörflinger | Peter Öttl        |
| 4 | 11.06. | GP von Jugoslawien      | Rijeka     | Peter Öttl        | Manuel Herreros   | Stefan Dörflinger | Stefan Dörflinger | Peter Öttl        |
| 5 | 24.06. | 59. Dutch TT            | Assen      | Peter Öttl        | Manuel Herreros   | Stefan Dörflinger | Stefan Dörflinger | Stefan Dörflinger |
| 6 | 27.08. | GP der Tschechoslowakei | Brünn      | Herri Torrontegui | Manuel Herreros   | Jorge Martínez    | Stefan Dörflinger | Herri Torrontegui |

### Fahrerwertung
| 1  | Manuel Herreros   | Derbi   | 92 |
| 2  | Stefan Dörflinger | Krauser | 80 |
| 3  | Peter Öttl        | Krauser | 75 |
| 4  | Herri Torrontegui | Krauser | 75 |
| 5  | Gabriele Gnani    | Gnani   | 45 |
| 6  | Paolo Priori      | Krauser | 41 |
| 7  | Bogdan Nikolow    | Krauser | 40 |
| 8  | Jorge Martínez    | Derbi   | 35 |
| 9  | Jaime Mariano     | Casal   | 33 |
| 10 | Jörg Seel         | Seel    | 32 |
| 11 | Antonio Sánchez   | Cobas   | 30 |
| 12 | Julián Miralles   | Derbi   | 26 |
| 13 | Hans Koopman      | Ziegler | 26 |
| 14 | Ralf Waldmann     | Seel    | 23 |
| 15 | José Saez         | Krauser | 20 |
| 16 | Bernd Völkel      | Seel    | 13 |
| 17 | Jos van Dongen    | Casal   | 13 |

| 18 | Bert Smit          | Krauser     | 12 |
|    | Stefan Kurfiss     | Krauser     | 12 |
| 20 | Luis Alvaro        | Krauser     | 10 |
| 21 | Giuseppe Ascareggi | BBFT        | 9  |
| 22 | Roberto Sassone    | Unimoto     | 7  |
| 23 | János Szabó        | Krauser     | 6  |
| 24 | Jacques Bernard    | Fantic      | 5  |
|    | Zdravko Matulja    | Casal       | 5  |
| 26 | Janez Pintar       | Eberhardt   | 4  |
| 27 | Stefan Brägger     | Casal       | 4  |
| 28 | René Dünki         | LCR-Krauser | 3  |
|    | Günter Schirnhofer | Krauser     | 3  |
|    | Thomas Engl        | Krauser     | 3  |
| 31 | Mathias Ehinger    | Krauser     | 2  |
| 32 | Javier Arumi       | Krauser     | 1  |
|    | Heinz Paschen      | Casal       | 1  |

### Konstrukteurswertung
Der Konstrukteurstitel wurde Krauser zuerkannt.

## Gespanne (500 cm³)

### Rennergebnisse
|   | Datum  | Rennen                  | Strecke           | Platz 1                        | Platz 2                        | Platz 3                        | Pole-Position                 | Schn. Rennrunde                |
| - | ------ | ----------------------- | ----------------- | ------------------------------ | ------------------------------ | ------------------------------ | ----------------------------- | ------------------------------ |
| 1 | 16.04. | GP der USA              | Laguna Seca       | Steve Webster / Tony Hewitt    | Alain Michel / Jean-Marc Fresc | Markus Egloff / Urs Egloff     | Markus Egloff / Urs Egloff    | Rolf Biland / Kurt Waltisperg  |
| 2 | 28.05. | GP von Deutschland      | Hockenheim        | Steve Webster / Tony Hewitt    | Egbert Streuer / Geral de Haas | Masato Kumano / Markus Fährni  | Steve Webster / Tony Hewitt   | Egbert Streuer / Geral de Haas |
| 3 | 04.06. | GP von Österreich       | Salzburgring      | Rolf Biland / Kurt Waltisperg  | Egbert Streuer / Geral de Haas | Alain Michel / Jean-Marc Fresc | Steve Webster / Tony Hewitt   | Rolf Biland / Kurt Waltisperg  |
| 4 | 24.06. | 59. Dutch TT            | Assen             | Steve Webster / Tony Hewitt    | Egbert Streuer / Geral de Haas | Rolf Biland / Kurt Waltisperg  | Rolf Biland / Kurt Waltisperg | Egbert Streuer / Geral de Haas |
| 5 | 02.07. | GP von Belgien          | Spa-Francorchamps | Egbert Streuer / Geral de Haas | Steve Webster / Tony Hewitt    | Rolf Biland / Kurt Waltisperg  | Steve Webster / Tony Hewitt   | Egbert Streuer / Geral de Haas |
| 6 | 16.07. | GP von Frankreich       | Le Mans           | Rolf Biland / Kurt Waltisperg  | Steve Webster / Tony Hewitt    | Egbert Streuer / Geral de Haas | Rolf Biland / Kurt Waltisperg | Rolf Biland / Kurt Waltisperg  |
| 7 | 06.08. | GP von Großbritannien   | Donington         | Steve Webster / Tony Hewitt    | Egbert Streuer / Geral de Haas | Rolf Biland / Kurt Waltisperg  | Rolf Biland / Kurt Waltisperg | Steve Webster / Tony Hewitt    |
| 8 | 13.08. | GP von Schweden         | Anderstorp        | Rolf Biland / Kurt Waltisperg  | Alain Michel / Jean-Marc Fresc | Steve Webster / Tony Hewitt    | Steve Webster / Tony Hewitt   | Alain Michel / Jean-Marc Fresc |
| 9 | 27.08. | GP der Tschechoslowakei | Brünn             | Egbert Streuer / Geral de Haas | Markus Egloff / Urs Egloff     | Steve Webster / Tony Hewitt    | Rolf Biland / Kurt Waltisperg | Egbert Streuer / Geral de Haas |

### Fahrerwertung
| 1  | Steve Webster      | Tony Hewitt                                         | LCR-Krauser                | 145 |
| 2  | Egbert Streuer     | Geral de Haas                                       | LCR-Yamaha                 | 136 |
| 3  | Alain Michel       | Jean-Marc Fresc                                     | LCR-Krauser                | 109 |
| 4  | Rolf Biland        | Kurt Waltisperg                                     | LCR-Krauser                | 105 |
| 5  | Markus Egloff      | Urs Egloff bzw. Gavin Simmons                       | SMS-Yamaha                 | 73  |
| 6  | Fritz Stölzle      | Hubert Stölzle                                      | LCR-Krauser                | 69  |
| 7  | Masato Kumano      | Markus Fährni bzw. Gavin Simmons                    | LCR-Yamaha                 | 67  |
| 8  | Rolf Steinhausen   | Bruno Hiller                                        | Busch                      | 57  |
| 9  | Barry Brindley     | Graham Rose                                         | Fowler-Yamaha              | 56  |
| 10 | Steve Abbott       | Shaun Smith                                         | LCR-Yamaha / Windle-Yamaha | 46  |
| 11 | Bernd Scherer      | Thomas Schröder                                     | BSR-Krauser                | 39  |
| 12 | Derek Jones        | Peter Brown                                         | LCR-Yamaha                 | 37  |
| 13 | Yoshisada Kumagaya | Brian Barlow bzw. Peter Lindén bzw. Phillip Coombes | Windle-Yamaha              | 37  |
| 14 | Theo van Kempen    | Simon Birchall                                      | LCR-Krauser                | 34  |
| 15 | Alfred Zurbrügg    | Martin Zurbrügg                                     | LCR-Yamaha                 | 31  |
| 16 | René Progin        | Laurent Magnenat bzw. Yvan Hunziker                 | LCR-Krauser                | 27  |
| 17 | Tony Wyssen        | Kilian Wyssen                                       | LCR-Krauser                | 25  |
| 18 | Yvan Nigrowsky     | Jacques Corbier                                     | LCR-JPX                    | 18  |
| 19 | Billy Gällros      | Håkan Olsson bzw. Julian Tailford                   | Yamaha                     | 14  |
| 20 | Barry Smith        | David Smith                                         | Windle-ADM                 | 10  |
| 21 | Wolfgang Stropek   | Steve Campbell Wolfgang Bock                        | LCR-Krauser                | 9   |
| 22 | Tony Baker         | Trevor Hopkinson                                    | LCR-Krauser                | 9   |
| 23 | Gary Thomas        | Eckart Rösinger                                     | LCR-Krauser                | 6   |
|    | Kenny Howles       | Steve Pointer                                       | LCR-Krauser                | 6   |
| 25 | Ray Gardner        | Tony Strevens                                       | LCR-Krauser                | 5   |
| 26 | Judd Drew          | Brian Houghton                                      | LCR-JPX                    | 4   |
| 27 | Clive Stirrat      | Simon Prior                                         | LCR-Krauser                | 3   |
| 28 | George Hardwick    | Steve Parker bzw. Gary Irlam                        | LCR-Yamaha                 | 2   |

### Konstrukteurswertung
Der Konstrukteurstitel wurde LCR-Krauser zuerkannt.